# Chandelier
«Chandelier» (укр. Люстра) — пісня австралійської співачки і автора-виконавця Sia, видана 17 березня 2014 року як перший сингл з її шостого студійного альбому 1000 Forms of Fear на лейблах Monkey Puzzle Records і RCA Records. Пісню написала сама Ферлер разом з Джессом Шаткіним, а продюсерами стали Грег Карстін і Шаткін.
Сингл отримав позитивні відгуки музичних критиків (його називають одним з найкращих у 2014 році), відео отримало 2 номінації на премію MTV Video Music Awards (вигравши одну в категорії «Найкраща хореографія»), а танець 11-річної Медді Зіглер у відеокліпі названий Нолан Фіні (браузером з журналу Time) найкращим танцем 2014 року.
За підсумками 2014 року пісня зайняла 25-те місце в Списку 100 найкращих пісень року (Hot 100 songs) американського журналу Billboard.
Пісня і відео отримали 4 номінації на премію Греммі в категоріях Найкраща пісня року, Найкращий запис року, Найкращий сольний поп-виконання і Премія «Греммі» за найкраще музичне відео.

## Історія
«Chandelier» написана Сіа Ферлер  Джессі Шаткіном і спродюсована Грегом Карстіном і Шаткіном. Пісню описують як баладу в стилі сінті-поп з синтезаторами, бойовими барабанами і ритмами хіп-хопа і електронної музики, Ар-енд-Бі, і впливом реггі. Пісня супроводжується приголомшливим по силі вокальним виконанням автора-виконавця.
17 березня 2014 року сингл «Chandelier» вийшов у цифровому форматі в магазинах iTunes Store через Monkey Puzzle, з дистрибуцією фірми RCA Records. У Великій Британії «Chandelier» було видано у цифровому форматі 29 червня 2014. День, 30 червня 2014, він був запущений фірмою RCA Records на американських радіостанціях стилю Adult contemporary (30 червня 2014). Сингл був сертифікований в 3-кр. платиновому статусі в Австралії (ARIA) та в платиновому статус у Новій Зеландії (RMNZ). У червні 2014 сингл був сертифікований в платиновому статус в Канаді (Music Canada).
Продажі синглу в США перевищили мільйон копій до серпня 2014 року і досягли 1,7 млн до кінця року.

## Живі виступи
19 травня 2014 року сингл Chandelier і супроводжуючий його відеокліп були відтворені співачкою під час живого представлення пісні на телешоу The Ellen DeGeneres Show з участю у головній ролі Медді Зіглер, що танцює перед аудиторією, і Ферлер, співає і стоїть обличчям до стіни.
Сія також представила пісню 9 червня 2014 року в шоу американського коміка Сета Маєрса Late Night with Seth Meyers, зробивши це разом з акторкою Ліною Данем, зіркою з американського комедійного телесеріалу Дівчата. 4 липня 2014 Сія виступала з піснею на шоу «Джиммі Кіммел наживо!».
30 липня 2014 року Ця представила пісню на шоу «SoundClash» каналу VH1, за весь час якого вона простояла відвернувшись від камери.

## Відгуки
Пісня отримала позитивні відгуки музичної критики та інтернет-видань, наприклад, таких як Gigwise (критик Ендрю Трендал зазначив, що пісня "піднесла Сію з закадрового талановитого автора в суперзірку у власному виконанні; раніше Ферлер писала пісні для таких знаменитостей як Ріанна, Брітні Спірс, Бейонсе, Крістіна Агілера, Flo Rida, David Guetta та інших зірок), Time, Pitchfork Media, MuuMuse (Бредлі Штерн назвав «Chandelier» найкращим поп-синглом 2014 року, зазначивши і авторські та голосові дані Сіі), VH1 (Емілі Екстон назвала цю пісню найкращою з усіх, коли-небудь написаних Ферлер), HitFix (Мелінда Ньюман вважає, що Сія може зробити ще краще, ніж це). У липні 2014 року журнал Billboard у своєму огляді «10 Best Songs of 2014 (so far)» назвав «Chandelier» однією з найкращих пісень першої половини року, зазначивши, що «після свого вкладу у творчість таких знаменитостей як Ріанна і Кеті Перрі, Сія нарешті зробила гімн і для себе».
Журнал Rolling Stone помістив пісню під № 15 в списку найкращих пісень 2014 року (50 Best Songs of 2014). також пісня увійшла в списки найкращих за підсумками 2014 року у таких видань як Time Out (№ 19 у списку The 50 best songs of 2014), Complex (№ 31), PopMatters (№ 11 у їх The 75 Best Songs of 2014), Spin (№ 8 у списку The 101 Best Songs of 2014), Slant Magazine (№ 14 у їх The 25 Best Singles of 2014), Pazz & Jop (№ 7 у списку Single of the Year 2014), Consequence of Sound (№ 5 у їх Top 50 Songs of 2014) .

## Відео
6 травня вийшов відеокліп пісні «Chandelier» за участі у головній ролі танцюючою маленької дівчинки в білій перуці на тлі напівпорожній закинутій квартири. Кліп став справжньою сенсацією (за три місяці близько 100 млн переглядів), а сингл мав успіх. Режисерами музичного відео стали сама Сіа Ферлер і Деніел Аскілл, а поставив хореографію Райан Хеффінгтон.
Танцювальні рухи 11-річної акторки, танцюриста і телеперсони Медді Зіглер у відеокліпі названі Нолан Фіні (браузером з журналу Time), можливо, найкращими в 2014 році, а журнал Slate назвав кліп найкращим відео року.
«Chandelier» отримав престижні номінації MTV Video Music Awards в категоріях Найкраще відео року і Найкраща хореографія (на церемонії, що пройшла 24 серпня 2014 відео виграла премію в категорії «Найкраща хореографія»).
5 грудня 2014 року відеокліп був номінований на Премію «Греммі» за найкраще музичне відео.
Відеокліп став одним з найпопулярніших і переглядаються на каналі YouTube (№ 7 за підсумками за 2014 рік, досягнувши понад 1 млрд переглядів).

## Кавер-версії
- Сара Барелліс в липні 2014 року представила свою кавер-версію пісні Chandelier під час шоу в Чикаго в ході її концертного туру «Little Black Dress Tour»[46][47].
- Емілі Уест заслужила похвалу від членів журі після виконання пісні з оркестровим виконанням під час конкурсу талантів America's Got Talent в липні 2014 року[48][49].
- Ірландська група The Script 2 вересня 2014 року виконала цю пісню в радіопрограмі «Live Lounge» станції BBC Radio 1[50].
- Австралійська співачка Ріган Деррі представила пісню у живому виконанні у 6-й серії телешоу The X Factor Australia в серпні 2014, викликавши овацію суддівської колегії. Також Андреа Фаустіні (Andrea Faustini) виконав цю пісню на британському шоу The X Factor UK в листопаді 2014 року[51].
- Георгій Долголенко в серпні 2014 року записав кавер-версію пісні і зняв кліп. 12-річний хлопчик досить точно повторив всі нюанси вокалу, раніше виконані австралійкою. За сюжетом кліпу маленький пастух з козою вирушає зі свого села подивитися велике місто. В аранжуванні використані балалайки, баян, а також вплетена тема з опери «Князь Ігор»[52][53][54].
- Олександра Воробйова виконала пісню в шоу «Голос» (Сезон 3), ставши там переможницею у фіналі 2014 року[55][56].
- Кавер-версія пісні була виконана в 11 серії 6 сезону серіалу Glee (Хор) в епізоді «We Built This Glee Club» (119-ї в сумі епізод, березень 2015), Samantha Marie Ware, Becca Tobin і Laura Dreyfuss представили пісню, J. J. Totah станцював, а Marshall Williams гойдався на люстрі[57].
- Дарина Ставрович виконала пісню у півфіналі п'ятого сезону шоу «Голос».
- Гарік Харламов знявся у пародії на кліп для Comedy Club
- Джим Керрі знявся у пародії на кліп

## Список композицій
Digital download
1. «Chandelier» — 3:36

CD сингл
1. «Chandelier» — 3:36
2. «Chandelier» (Instrumental) — 3:36

1. «Chandelier» (Four Tet Remix) — 4:31
2. «Chandelier» (Plastic Plates Remix) — 4:27
3. «Chandelier» (Cutmore Club Remix) — 5:08
4. «Chandelier» (Hector Fonseca Remix) — 6:27
5. «Chandelier» (Liam Keegan Remix) — 5:16
6. «Chandelier» (Dev Hynes Remix) — 3:44

## Чарти
| Чарт (2014–17)                            | Найвища позиція |
| ----------------------------------------- | --------------- |
| Австралія (ARIA)                          | 2               |
| Австрія (Ö3 Austria Top 75)               | 2               |
| Бельгія (Ultratop Flanders)               | 8               |
| Бельгія (Ultratop Wallonia)               | 2               |
| Канада (Canadian Hot 100)                 | 6               |
| Чехія (IFPI)                              | 10              |
| Чехія (Singles Digitál Top 100)           | 2               |
| Данія (Tracklisten)                       | 6               |
| Фінляндія (Suomen virallinen lista)       | 5               |
| Франція (SNEP)                            | 1               |
| Німеччина (Media Control AG)              | 10              |
| Greece Digital Songs (Billboard)          | 1               |
| Угорщина (Single Top 40)                  | 2               |
| Iceland (RÚV)                             | 6               |
| Ірландія (IRMA)                           | 5               |
| Ізраїль (Media Forest)                    | 1               |
| Italy (FIMI)                              | 2               |
| Японія (Japan Hot 100)                    | 39              |
| Lebanon (Lebanese Top 20)                 | 3               |
| Mexico Airplay (Billboard)                | 6               |
| Нідерланди (Dutch Top 40)                 | 38              |
| Netherlands (Single Top 100)              | 27              |
| Нова Зеландія (RIANZ)                     | 3               |
| Норвегія (VG-lista)                       | 4               |
| Польща (Polish Airplay Top 100)           | 1               |
| Romania (Airplay 100)                     | 8               |
| Russia Airplay (Tophit)                   | 3               |
| Шотландія (Official Charts Company)       | 4               |
| Словаччина (IFPI)                         | 17              |
| Словаччина (Singles Digitál Top 100)      | 3               |
| South Korea (Gaon)                        | 67              |
| Іспанія (PROMUSICAE)                      | 3               |
| Швеція (Sverigetopplistan)                | 5               |
| Швейцарія (Media Control AG)              | 2               |
| Велика Британія (Official Charts Company) | 6               |
| Ukraine Airplay (Tophit)                  | 2               |
| США (Billboard Hot 100)                   | 8               |
| США (Adult Contemporary) (Billboard)      | 17              |
| США (Adult Top 40) (Billboard)            | 10              |
| США (Hot Dance Club Songs) (Billboard)    | 1               |
| США (Mainstream Top 40) (Billboard)       | 11              |
| США (Rhythmic) (Billboard)                | 37              |

| Чарт (2010–2019)                     | Позиція |
| ------------------------------------ | ------- |
| Australia (ARIA)                     | 42      |
| Australian Artist Singles (ARIA)     | 5       |
| UK Singles (Official Charts Company) | 40      |

| Чарт (2014)                               | Позиція |
| ----------------------------------------- | ------- |
| Australia (ARIA)                          | 6       |
| Austria (Ö3 Austria Top 40)               | 27      |
| Belgium (Ultratop Flanders)               | 43      |
| Belgium (Ultratop Wallonia)               | 5       |
| Canada (Canadian Hot 100)                 | 26      |
| Denmark (Tracklisten)                     | 15      |
| France (SNEP)                             | 3       |
| Germany (Official German Charts)          | 43      |
| Hungary (MAHASZ)                          | 76      |
| Israel (Media Forest)                     | 3       |
| Italy (FIMI)                              | 15      |
| Netherlands (Single Top 100)              | 56      |
| New Zealand (Recorded Music NZ)           | 11      |
| Poland (ZPAV)                             | 19      |
| Romania (Airplay 100)                     | 25      |
| Russia Airplay (TopHit)                   | 30      |
| Spain (PROMUSICAE)                        | 13      |
| Sweden (Sverigetopplistan)                | 15      |
| Switzerland (Schweizer Hitparade)         | 9       |
| Ukraine Airplay (TopHit)                  | 20      |
| UK Singles (Official Charts Company)      | 32      |
| US Billboard Hot 100                      | 25      |
| US Adult Top 40 (Billboard)               | 49      |
| US Hot Dance Club Songs (Billboard)       | 9       |
| US Pop Songs (Billboard)                  | 43      |
| Чарт (2015)                               | Позиція |
| Australia (ARIA)                          | 94      |
| Belgium (Ultratop 50 Wallonia)            | 38      |
| Canada (Canadian Hot 100)                 | 62      |
| CIS (TopHit)                              | 43      |
| Denmark (Tracklisten)                     | 94      |
| Hungary (MAHASZ)                          | 44      |
| Italy (FIMI)                              | 31      |
| Russia Airplay (TopHit)                   | 45      |
| Spain (PROMUSICAE)                        | 37      |
| Sweden (Sverigetopplistan)                | 73      |
| Switzerland (Schweizer Hitparade)         | 48      |
| Ukraine Airplay (TopHit)                  | 37      |
| UK Singles (Official Charts Company)      | 42      |
| US Billboard Hot 100                      | 90      |
| Чарт (2016)                               | Позиція |
| Hungary (MAHASZ)                          | 73      |
| South Korean International Singles (Gaon) | 100     |
| UK Singles (Official Charts Company)      | 81      |
| Чарт (2019)                               | Позиція |
| South Korea (Gaon)                        | 189     |

## Сертифікації
| Регіон | Сертифікація   | Продажі   |
| --- | -------------- | --------- |
| Австралія (ARIA) | 5× Платиновий  | 350 000^  |
| Австрія (IFPI Austria) | Золотий        | 15 000*   |
| Бельгія (BEA) | 2× Платиновий  | 60 000*   |
| Канада (Music Canada) | 3× Платиновий  | 240 000*  |
| Данія (IFPI Denmark) | 3× Платиновий  | 270 000   |
| Франція (SNEP) | Діамантовий    | 233 333   |
| Німеччина (BVMI) | Платиновий     | 300 000   |
| Італія (FIMI) | 5× Платиновий  | 250 000   |
| Мексика (AMPROFON) | 2× Діамантовий | 600 000   |
| Нова Зеландія (RIANZ) | 2× Платиновий  | 30 000*   |
| Норвегія (IFPI Norway) | 5× Платиновий  | 50 000    |
| Південна Корея | —              | 2,500,000 |
| Іспанія (PROMUSICAE) | 4× Платиновий  | 240 000   |
| Швеція (IFPI Sweden) | 4× Платиновий  | 160 000   |
| Швейцарія (IFPI Switzerland) | Платиновий     | 30 000^   |
| Велика Британія (BPI) | 4× Платиновий  | 2 400 000 |
| США (RIAA) | 9× Платиновий  | 9 000 000 |
| Стриминг |                |           |
| Данія (IFPI Denmark) | 2× Платиновий  | 5 200 000 |
| Іспанія (PROMUSICAE) | Платиновий     | 8 000 000 |
| *продажі, що базуються лише на сертифікаціях · ^відвантаження, що базуються лише на сертифікаціях · продажі+прослуховування, що базуються лише на сертифікаціях · лише прослуховування, що базуються лише на сертифікаціях |                |           |